# Teddy Okereafor
Teddy Okereafor (Newham, 11 novembre 1992) è un cestista britannico.

## Carriera
Con la Gran Bretagna ha disputato i Campionati europei del 2017.